# Gerbera
A gerbera (Gerbera) az őszirózsafélék (Asteraceae) családjába tartozó nemzetség. Nevét a német természettudósról, Traugott Gerberről kapta, aki Linné jó barátja volt. Az első tudományos publikációt J. D. Hooker jelentette meg 1889-ben a Curtis's Botanical Magazine című folyóiratban a nemzetségbe tartozó Gerbera jamesonii nevű fajról.

## Elterjedése
A nemzetség elsősorban a trópusi éghajlaton elterjedt, főleg Dél-Afrikában és Ázsiában. A 19. század végén kezdődött a vágott virágnak alkalmas fajták keresztezése Angliában a G. jamesonii és a G. viridifolia fajok felhasználásával. A két faj hibridje a G. hybrida. A gerbera ma az ötödik legnépszerűbb vágott virág a világon.

## Jellemzők
A gerberákon is megfigyelhetők az őszirózsafélék (Asteraceae) Mutisieae nemzetségcsoportjára jellemző kétajkú virágok és a farokszerű nyúlványba keskenyedő portokok. Több ezer termesztett fajta és változat létezik, ezek a virág színében és méretében térnek el.